# La preda (film 1921)
La preda è un film del 1921 diretto da Guglielmo Zorzi.